# Эштремадура (историческая провинция)
Провинция Эштремадура (португальское произношение: [(ɨ) ʃtɾɨmɐˈðuɾɐ]) — одна из шести исторических провинций Португалии. Она располагается вдоль побережья Атлантического океана в центре страны и включает в себя столицу Лиссабон. Название этой провинции (а также испанской Эстремадура) уходит корнями во времена испанской и португальской борьбы с маврами и возврата христианами земель на Пиренейском полуострове в 12-м веке. Эти провинции назывались Extrema Durii, что означает «самая дальняя от реки Дуэро».
В XIX-м веке Эштремадура была единственной провинцией в королевстве, не граничащей с Испанией. На севере, востоке и юге она граничила с провинциями Бейра и Алентежу, а на западе с Атлантическим океаном.
В 1835 году Португалия была разделена на округа, которые в свою очередь были поделены на муниципалитеты и приходы. В состав провинции Эштремадура вошли округа Лиссабон, Сантарен, Лейрия и часть Сетубала со столицей в Лиссабоне. Карты того времени показывают шесть провинций, одной из которых была Эштремадура, но это не было официально утверждено правительством.
22 февраля 1933 года Португалия была разделена на одиннадцать провинций.
Сегодня континентальная Португалия разделена на 18 административных округов, каждый из которых имеет столицу. Тем не менее, исторические провинции (1933—1959) продолжают использоваться в повседневной жизни, несмотря на новую систему округов.